# لامحلية
لامحلية ضمن ميكانيكا الكم هي الخاصية المتواجدة في الحالات الكمومية المتشابكة entangled quantum states، تحدث فيها انهيار متزامن (في نفس الزمن) للدوال الموجية التابعة لهذه الحالات الكمومية، بغض النظر عن المسافة الفاصلة بينهما. وهو ما يشابه فكرة التأثير عن بعد، الأمر الذي طرحه اينشتاين معترضا في مفارقة (أي-بي-آر) ومبرهنة بل.